# أوبوس راتيكولاتوم

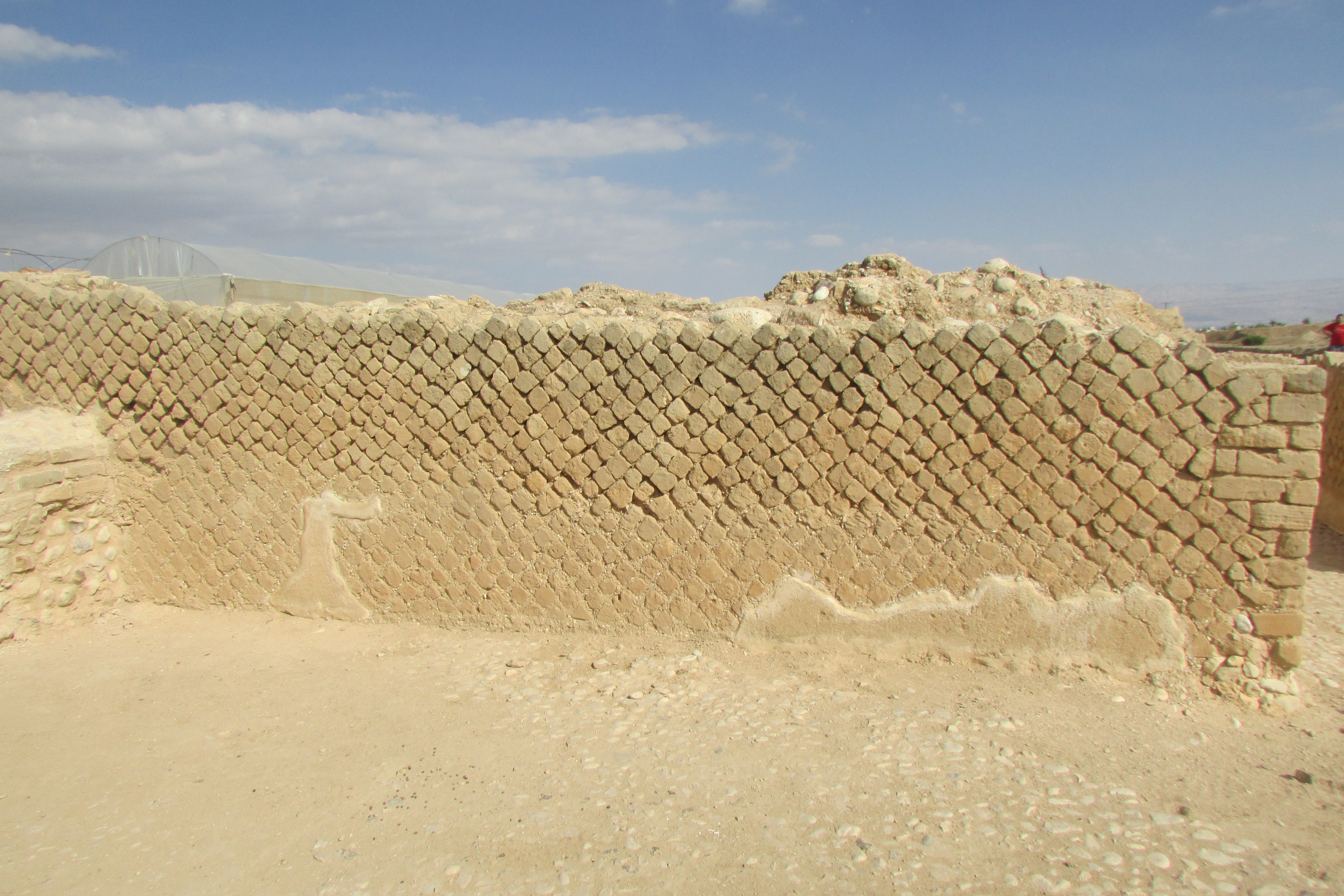
طوب روماني مبني بطريقة أوبوس راتيكولاتوم في أريحا، فلسطين.

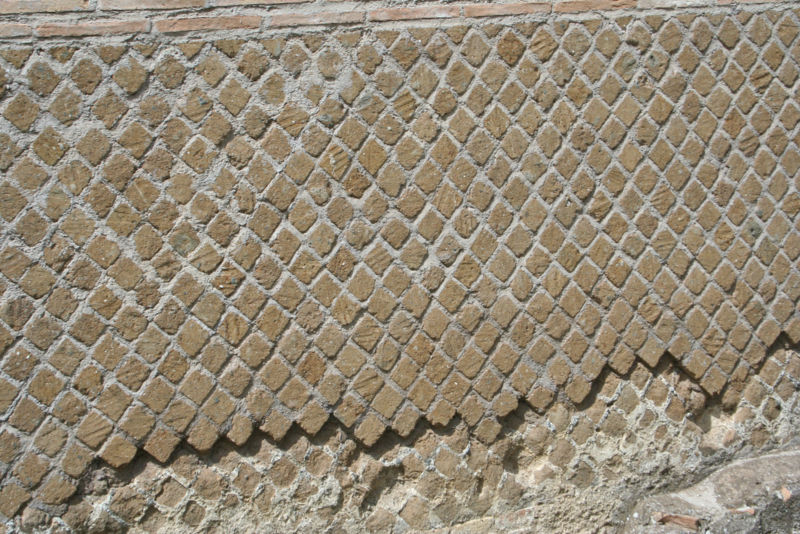
جدار في فيلا هادريان في روما، إيطاليا.

أوبوس راتيكولاتوم (باللاتينية: Opus reticulatum) شكل روماني قديم للبناء، وأحد أشكال تقنية جدران الإمبلكتون. كان يُستخدم فيه حجر الطفة على شكل شبكي ألماسي يُطلق عليه كوبيلا، وهو مبني حول واجهة خشنة من الخرسانة الرومانيّة والتي كان يُطلق عليها اسم أوبوس كامينتيكيوم، وذلك ليعطي انطباعًا بأن الجدار مبني من الطوب بدلاً من كونه مُجرَّد جدار مُصفَّح.
لقد كانت بدايات هذه الشكل الشبكي بالجدران كتطور لشكل أوبوس إنسيرتوم، حيث كان يُطلق عليه بدايةً كوازاي راتيكولاتوم. كما استُخدمت تقنية البناء هذه منذ بداية القرن الأول قبل الميلاد حتى تم البدء باستخدام أوبوس لاتيريكيوم. ولقد تم العثور على أمثلة منه كما في أريحا شرق فلسطين، حيث استخدم هيرودس الأول أعمال الطوب بهذا الشكل في حمّامات قصره الثالث في مجمع القصور الشتوية هناك، بالإضافة إلى أمثلة أخرى في إيطاليا كما في فيلا هادريان في روما، وفي جدران مختلفة في بومبي، حيث يوضع الحجر عادةً بهذه التقنية على حافته المدبّبة بزاوية 45 درجة تقريبًا.

## وصلات خارجية
- استخدام الخرسانة الرومانية - أوبوس كامينتيكيوم (بالإنجليزية)
- معجم أوكسفورد للعمارة - النسخة الثالثة: أوبوس (بالإنجليزية)